# Ragheb Alama

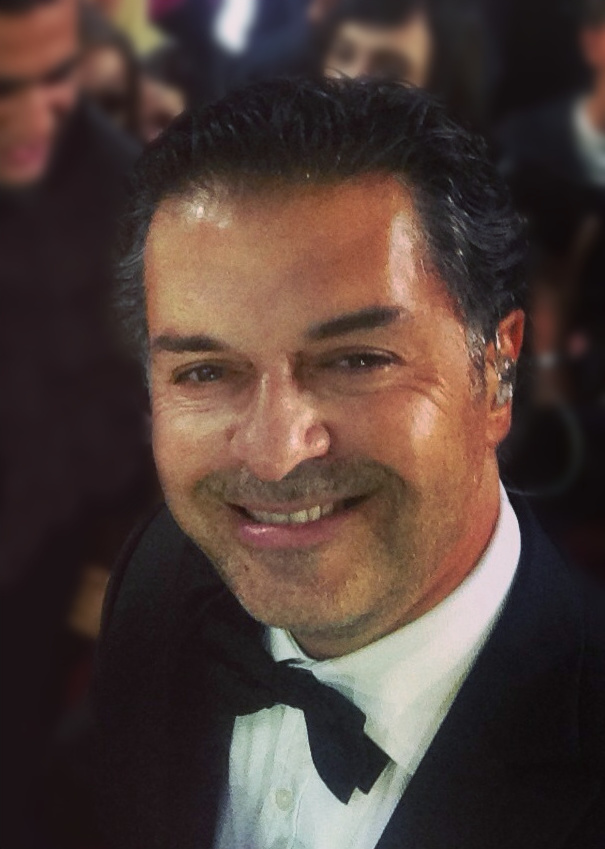
Ragheb Alama 2014

Ragheb Subhi Alama (arabisch راغب صبحي علامة; * 7. Juni 1962 in Ghobeiry bei Beirut, Libanon) ist seit Anfang der 1980er einer der bekanntesten Sänger der arabischen Welt.

## Leben und Karriere
Mit 15 Jahren kam Ragheb Alama auf die Musikhochschule. Er nahm an einem Art Studio Programme teil und gewann eine Goldmedaille für seine Leistungen in der folkloristischen Musik. Sein Aufstieg begann 1982. Er nahm an arabischen und internationalen Festivals teil.
Er produzierte seit den 1980ern 16 Alben. Das erste erfolgreiche Album, das auch sein Debüt als internationaler Star bedeutete, war Albi A'she'aha. Seitdem veröffentlichte er weitere Alben, die international erfolgreich waren, z. B. Ya Hayaty, Habiby ya Nasi oder Tab Leih. Die US-amerikanische Rapperin Foxy Brown verwendete Teile des Liedes Ya Bouy auf ihrem Album Hood Scriptures.
Seit 2000 veröffentlichte Ragheb Alama mehrere Chart-Hits und trat unter anderem mit Andy Madadian auf, einem iranischen Sänger. 
Nach langer Abwesenheit veröffentlichte er 2004 das Album Al Hob el-Kabir („Die große Liebe“), das international als bis dahin größter arabischer Erfolg bekannt wurde. Das Album hat zwei Single-Auskopplungen, Nasseny Eldonia („Lass mich die Welt vergessen“) und Al Hob el-Kabir. Er bekam Platin für das Album Albi A'she'aha und den Goldenen Löwen Ägyptens als Bester Arabischer Sänger 1998.
Ragheb Alama ist mit Jihan Alama verheiratet und hat zwei Kinder mit ihr.

## Diskografie

### Alben
- 1986: Ya Rayt
- 1987: Al Hadiya
- 1988: Dawa el Leil
- 1989: Ma Y'gooz
- 1991: Alby Ashe'ha
- 1993: Ya Hayati
- 1995: Taw'am Ruhy
- 1996: Sayedati el Gameela
- 1997: Bravo 'Alaiky
- 1999: Habeeby Ya Nasy
- 2001: Saharooni el Leil
- 2002: Tab Leih
- 2004: El Hob el Kebeer
- 2008: Baa'sha'ak
- 2010: Seneen Rayha
- 2014: Habeeb Dehkati

### Singles (Auswahl)
| - 1986: Ya Rayt - 1991: Alby Ashe'ha - 1993: Moughram Ya Leil - 1995: Taouam Rouhi - 2000: Betghib Betrouh (mit Elissa) (Original: Ege – Delice Bir Sevda) - 2001: Saharony Ellil - 2001: Habib Kalby - 2002: Tab Leih - 2004: Nassini El Donia - 2004: El Hob el Kebeer - 2004: Mosh Belkalam - 2014: Bhebak W Shta'tellak Nar - 2014: Habib Dehkati | - 2014: Ana Daye' Men Dounak (mit Aşkın Nur Yengi) - 2014: Good Stuff (mit Shakira) - 2018: Elli Baana - 2018: Yalla Habibi (mit Costi & Seyi Shay) - 2018: Redelli Kelmati - 2019: Albi Ashe2ha - 2019: Sodfi - 2021: Fawran Gharam - 2022: Momken Azaalak - 2022: Taalili - 2022: إستمارة 6 - 2023: Fi kteer Helween |